# Viddal Riley
Viddal Riley (Londra, 7 luglio 1997) è un pugile britannico.
Viddal è anche uno YouTuber, rapper e una personalità su Internet. È noto come allenatore di boxe e associato della personalità di YouTube KSI.
Riley ha rappresentato l'Inghilterra ai campionati europei di pugilato dilettanti EUBC ad Anapa, in Russia, nel 2013, vincendo una medaglia d'argento. Attualmente detiene un record di boxe professionistico imbattuto ed è promosso da Jeff Mayweather sotto Mayweather Promotions.

## Carriera da dilettante
Riley ha iniziato la sua carriera di pugile all'età di sei anni quando è stato introdotto allo sport da suo padre Derrick Riley. Da giovane dilettante, si è allenato al West Ham Boxing Club. Ha collezionato otto campionati nazionali, oltre a vincere una medaglia d'argento junior europea ad Anapa, in Russia. È anche diventato un olimpionico giovanile di Nanchino 2014 per il Team GB. Riley ha accumulato un record amatoriale di 41-8 (19 KO).

## Carriera da professionista
Riley è entrato per la prima volta nel Mayweather Boxing Club di Las Vegas nel 2018 in preparazione del primo incontro amatoriale di KSI con Logan Paul. Lì, ha combattuto il campione americano dei cruiserweight della NABF dell'epoca, Andrew Tabiti. In tal modo, ha impressionato Jeff Mayweather e Amer Abdallah, con i quali ha successivamente firmato un accordo per diventare professionista.
Riley ha fatto il suo debutto da professionista il 30 novembre 2018 alla Big Punch Arena di Tijuana, in Messico, contro Julio Manuel Gonzalez, battendo Gonzalez per KO al primo turno. Ha registrato un altro knockout al primo turno nel suo successivo incontro, contro Mitchell Spangler all'MGM Grand Garden Arena di Las Vegas il 19 gennaio 2019, nell'undercard dell'incontro del titolo welter WBA tra Manny Pacquiao e Adrien Broner. Il terzo incontro di Riley è stato una vittoria per decisione unanime contro Austine Nnamdi a Dubai il 3 maggio 2019, in cui è stato protagonista come evento principale.
Nel novembre 2019, il connazionale Lawrence Okolie, che in seguito sarebbe diventato il campione del mondo di cruiserweight WBO, ha elogiato Riley, affermando che Riley "è tra le prime 5 [persone] che ho combattuto".
Riley affronterà Muhammad Abdullah a Las Vegas il 28 febbraio 2020, ottenendo un'altra vittoria per decisione unanime per arrivare a 4-0.
Era stato programmato per combattere sul undercard dell'incontro per il titolo WBA leggero tra Gervonta Davis e Yuriorkis Gamboa nel 2019, oltre a combattere Rashad Coulter sul undercard di Mike Tyson contro Roy Jones Jr. nel 2020, ma è stato costretto a ritirarsi da entrambi i combattimenti a causa di un infortunio alla schiena.
Dopo oltre un anno fuori dal ring, Riley dovrebbe tornare in azione il 6 giugno 2021 per affrontare Quintell Thompson sulla undercard di Floyd Mayweather Jr. contro Logan Paul.

## Record professionale
| No. | Risultato | Record | Avversario            | Metodo | Data              | Round, tempo | Luogo                                | Note                                                 |
| --- | --------- | ------ | --------------------- | ------ | ----------------- | ------------ | ------------------------------------ | ---------------------------------------------------- |
| 13  | Vittoria  | 13-0   | Cheavon Clarke        | UD     | 26 aprile 2025    | 12           | Londra, Gran Bretagna                | Vince il titolo britannico dei pesi massimi leggeri. |
| 12  | Vittoria  | 12-0   | Dan Garber            | TKO    | 14 dicembre 2024  | 2 (6), 2:35  | Londra, Gran Bretagna                |                                                      |
| 11  | Vittoria  | 11-0   | Mikael Lawal          | UD     | 31 marzo 2024     | 10           | Londra, Gran Bretagna                | Difende il titolo inglese dei pesi massimi leggeri.  |
| 10  | Vittoria  | 10-0   | Nathan Quarless       | UD     | 30 settembre 2023 | 10           | Londra, Gran Bretagna                | Vince il titolo inglese dei pesi massimi leggeri.    |
| 9   | Vittoria  | 9-0    | Anees Taj             | TKO    | 16 giugno 2023    | 4 (8), 2:31  | Londra, Gran Bretagna                |                                                      |
| 8   | Vittoria  | 8-0    | Anees Taj             | TKO    | 11 febbraio 2023  | 4 (8), 0:04  | Londra, Gran Bretagna                |                                                      |
| 7   | Vittoria  | 7-0    | Ross McGuigan         | TKO    | 12 novembre 2022  | 3 (6), 2:22  | Manchester, Gran Bretagna            |                                                      |
| 6   | Vittoria  | 6-0    | Jone Volau            | KO     | 11 giugno 2022    | 1 (6), 0:51  | Londra, Gran Bretagna                |                                                      |
| 5   | Vittoria  | 5-0    | Willbeforce Shihepo   | PTS    | 19 febbraio 2022  | 6            | Manchester, Gran Bretagna            |                                                      |
| 4   | Vittoria  | 4-0    | Muhammad Abdullah     | UD     | 18 febbraio 2020  | 4            | Sunrise Manor, Stati Uniti d'America |                                                      |
| 3   | Vittoria  | 3-0    | Austine Nnamdi        | UD     | 3 maggio 2019     | 4            | Dubai, Emirati Arabi Uniti           |                                                      |
| 2   | Vittoria  | 2-0    | Mitchell Spangler     | KO     | 19 gennaio 2019   | 1 (4), 0:33  | Paradise, Stati Uniti d'America      |                                                      |
| 1   | Vittoria  | 1-0    | Julio Manuel Gonzalez | KO     | 30 novembre 2018  | 1 (4), 1:19  | Tijuana, Messico                     |                                                      |